# Pírcing a l'hèlix
El pírcing a hèlix és una perforació que es realitza al cartílag de l'orella, concretament, a la zona anomenada hèlix, que és el plec que correspon a la vora externa del pavelló auditiu i que a la seva part inferior connecta amb el lòbul.

## Procés d'implementació
En primer lloc, s’ha de signar el document de consentiment que ha de facilitar el centre on es realitzi el pírcing, que informa de com es farà, quins riscos té, quines contradiccions pot tenir i com curar-lo els dies posteriors.
En segon lloc, un cop la persona professional s’ha posat uns guants quirúrgics d’un sol ús, ha de marcar amb un punt el lloc exacte on la persona interessada es vol fer la perforació. Seguidament, es desinfecta la zona del cartílag corresponent i els estris que s’utilitzin per fer la perforació.
En tercer lloc, la zona escollida es travessa amb un catèter d’1 mm de diàmetre o amb una agulla buida d’uns 1,2 mm de diàmetre. El buit de l’agulla servirà per inserir la joia i passar-la a través de la perforació. Llavors, s’anirà traient l’agulla o el catèter amb o sense utensilis i, d’aquesta manera, quan l’agulla o el catèter s’acabi de retirar, la joia quedarà a lloc. A més a més, tal com passa amb la resta de pírcings, la joia de pírcing ha d’estar neta i ser estèril. També es recomana que el material de pírcing sigui hipoal·lergogen i de materials nobles com l'or o el titani.
Per acabar, cal ressaltar que durant i/o després del procés d’implementació, la persona que es faci el pírcing pot sentir dolor a la zona, ja que l’àrea del cartílag és una de les més doloroses.

## Tractament
El pírcing a l’hèlix té un procés de curació llarg, pot tardar de quatre a dotze mesos a curar-se. També és necessari comentar que és una zona cartilaginosa i, per tant, una de les que té més risc d'infecció. Per aquest motiu, és important dur a terme un bon tractament. Les maneres principals per tal que l’àrea cicatritzi correctament i evitar que s’infecti són: fer-hi higiene diària amb sèrum fisiològic, evitar l'exposició al sol i als raig UVA, evitar anar a saunes, piscines i platges i no fregar ni rascar la zona.
Amb tot això, és important afegir que si durant el procés de tractament aparegués qualsevol reacció o alteració, s’ha de consultar amb un especialista.